# リンダ・エヴァンジェリスタ
リンダ・エヴァンジェリスタ（Linda Evangelista, 1965年5月10日 - ）は、カナダ・セントキャサリンズ出身のファッションモデルである。イタリア系。幼い頃よりモデルになりたかったという。エリート・モデル・マネジメントに所属し、1990年代のスーパーモデル・ブームの時に活躍した。
デザイナーであるアイザック・ミズラヒに関するドキュメンタリー映画『アンジップト』に顔を出している。また、ジョージ・マイケルのプロモーション・ビデオ、「フリーダム!'90」と「トゥー・ファンキー」にも出演。日本では1990年から1993年まで銀座ジュエリー・マキ（銀座じゅわいよ・くちゅーる・マキ）のテレビコマーシャルに出演していた。
1987年にエリート・モデル代表のジェラルド・マリーと結婚したが、後に離婚。その後、俳優のカイル・マクラクランと婚約していたが、これも破局している。1998年頃にはサッカーのフランス代表GKファビアン・バルテズと交際し、流産後に破局した。2005年に交際した元F1ドライバーのパオロ・バリッラとも破局。
2006年10月、父親を明かさないまま長男のオーガスティン・ジェームズを出産。2011年6月、エヴァンジェリスタが裁判所に提出した書類によって、オーガスティン・ジェームズの実の父親はフランス人実業家フランソワ・アンリ・ピノーであることが明らかになった。
「1万ドル（約120万円）以下の仕事ならベッドから出ない」という名言を残している。